# Акин-Калка
Аки́н-Калка́ (каз. Ақын Қалқа) — село у складі Коксуського району Жетисуської області Казахстану. Адміністративний центр Мукринського сільського округу.
До 2010 року село називалось Мукри.
Населення — 2510 осіб (2021; 2777 у 2009, 2471 у 1999, 2314 у 1989).

## Видатні уродженці
- Калка Жапсарбаєв — казахський акин.